# 武部好伸
武部 好伸（たけべ よしのぶ 1954年6月27日 - ）は大阪府大阪市生まれの作家・エッセイスト。
映画、ケルト文化、洋酒、大阪をテーマに執筆活動を続けている。元読売新聞記者。
東 龍造（ひがし りゅうぞう）のペンネームで小説を著す。
代表作は、ヨーロッパのケルト文化を現場取材で切り込んだ「ケルト」紀行シリーズ全10巻（彩流社）。
2016年刊行の『大阪「映画」事始め』（彩流社）では、日本における映画（今日のスクリーン投影式）の初上映地が、定説の京都電灯会社の中庭（木屋町蛸薬師角）ではなく、大阪・難波の福岡鉄工所（「難波中」交差点北東角）だった可能性が極めて高いことを明らかにし、話題を呼んだ。
2021年、東 龍造の筆名で編んだ初小説『フェイドアウト 日本に映画を持ち込んだ男、荒木和一』（幻戯書房）は、明治29（1896）年夏、渡米中に発明王トーマス・エジソンに直談判し、個人輸入した映写機ヴァイタスコープを使って、同年暮れ、福岡鉄工所で実験試写を行った心斎橋の舶来品雑貨商、荒木和一を主人公にした物語。映画の初上映地と初興行地がともに大阪の難波。それゆえ、難波が日本における「映画発祥の地」であることを広く世に知らしめる活動を行っている。

## 来歴・人物
大阪市東区（現在、大阪市中央区）龍造寺町で生まれる。父親は印刷職人。
大阪市立銅座幼稚園、大阪市立南大江小学校、大阪市立東中学校、大阪府立清水谷高等学校を経て、大阪大学文学部美学科卒業。学生時代は年間550本の映画を観ていた。
読売新聞大阪本社に記者で入社後、京都支局、科学部、文化部で勤務。
1995年に中途退職し、エッセイストとして独立。日本ペンクラブ会員。熱列な阪神タイガース・ファン。
2012年には大阪マラソンに出場し、4時間11分で完走。
ジャズ、ブルース、ロックが好きで、2011年にアコギ・ユニット「ちょかBand」を結成し、ライブ活動を行っている。
関西大学社会学部メディア（旧マス・コミュニケーション学）専攻の非常勤講師（2000年 - ）、心斎橋大学「文章・エッセイコース」の講師（2019年 - ）。51コラボレーションズのインターネット・オンライン配信講座『ケルト、癒しの再生の森』（2021年）の講師を務め、関西の多くのカルチャーセンターで、映画、ケルト文化、洋酒に関する講座を担当した。随時、講演活動を続けており、テレビ・ラジオにも多数ゲスト出演している。
自然総研の季刊誌「TOYRO BUISINESS」で『シネマ人間模様』（2006年 - ）、映画Webサイト「シネルフレ（cine reflet）」で『武部好伸のシネマエッセイ』（2012年～）を連載中。これまで、日本経済新聞で『シネマに咲く大阪』（2003年 - 2004年）、『映画万華鏡』（2006年 - 2019年）、読売新聞大阪本社で紀行エッセー『映画の地を訪ねて』（2008年～2013年）、ウイスキー専門誌「The Whisky World」で『映画にみるウイスキー模様』（2009年 - 2016年）、大阪メトロのアプリ「Otomo!」で『大阪ストーリー』（2018年 - 2021年）などを連載した。随時、新聞、雑誌、Web雑誌などに寄稿している。

## 著書
- 『スコットランド気まま旅 モルト・ウイスキーの故郷へ』自費出版、1990年
- 『ウイスキーはアイリッシュ～ケルトの名酒を訪ねて』淡交社、1997年
- 『ケルト映画紀行～名作の舞台を訪ねて』論創社、1998年
- 『シネマティーニ 銀幕のなかの洋酒たち』淡交社、1999年
- 『ぜんぶ大阪の映画やねん』平凡社、2000年
- 『〈洋酒の精〉に乾杯！ ボビーズ・バー』新風書房、2004年
- 『ビジュアル版・ヨーロッパ「ケルト」紀行（上）島編』 彩流社、2010年
- 『ビジュアル版・ヨーロッパ「ケルト」紀行（下）大陸編』 彩流社、2010年
- 『スコットランド「ケルト」の誘惑～幻のピクト人を追って』言視舎、2013年
- 『ウイスキー アンド シネマ 琥珀色の名脇役たち』淡交社、2014年
- 『大阪「映画」事始め』彩流社、2016年
- 『ウイスキー アンド シネマ 2 心も酔わせる名優たち』淡交社、2017年
- 『ヨーロッパ古代「ケルト」の残照』彩流社、2020年
- 『ほろ酔い「シネマ・カクテル」～銀幕を彩るグラスの美酒たち～』たる出版、2024年

☆「ケルト」紀行シリーズ全10巻（彩流社）
- 『スコットランド「ケルト」紀行～ヘブリディーズ諸島を歩く』1999年
- 『スペイン「ケルト」紀行～ガリシア地方を歩く』2000年
- 『北アイルランド「ケルト」紀行～アルスターを歩く』2001年
- 『中央ヨーロッパ「ケルト」紀行～古代遺跡を歩く』2002年
- 『フランス「ケルト」紀行～ブルターニュを歩く』2003年
- 『ウェールズ「ケルト」紀行～カンブリアを歩く』2004年
- 『東ヨーロッパ「ケルト」紀行～アナトリアへの道を歩く』2005年
- 『イングランド「ケルト」紀行～アルビオンを歩く』2006年
- 『イタリア「ケルト」紀行～キサルピナを歩く』2007年
- 『アイルランド「ケルト」紀行～エリンの地を歩く』2008年

☆東龍造の小説
- 『フェイドアウト 日本に映画を持ち込んだ男、荒木和一』2021年、幻戯書房
- 『おたやんのつぶやき　法善寺と富山、奇なる縒り糸』2023年、幻戯書房